# Leopoldo Eguílaz
Leopoldo Eguílaz y Yanguas (Mazarrón, 1829 - Granada, 1906) fue un arabista, orientalista, escritor y lexicógrafo español.

## Biografía
Nació en Mazarrón (Murcia) el 22 de septiembre de 1829. Vivió en Granada en el palacio renacentista Casa del Castril, en la Carrera del Darro, en el antiguo barrio árabe de Ajsaris, sede a partir del siglo XVI de parte de la nobleza granadina, como muestran sus construcciones blasonadas. Dicho palacio se encuentra hoy ocupado por el Museo Arqueológico de Granada. 
Se doctoró en Jurisprudencia y Letras en la Universidad Central de Madrid en 1864 con un trabajo sobre "Poesía histórica, lírica y descriptiva de los árabes andaluces". Discípulo de José Moreno Nieto, lo sustituyó al frente de la Cátedra de Árabe de la Universidad de Granada, en la que también obtuvo la Cátedra de Literatura General y Española, llegando a ser Decano y uno de los arabistas más importantes de la época. Además de esta faceta profesional e intelectual, Eguílaz formó parte de la Real Academia de la Historia, fue individuo de número de la Comisión Provincial de Monumentos Históricos y Artísticos de Granada, así como socio numerario y director del Centro Artístico de la ciudad.  
Junto con Enrique Alix fue el introductor del estudio del sánscrito en Granada. Elaboró un Glosario de las palabras españolas (castellanas,catalanas, gallegas, mallorquinas, portuguesas, y vascongadas) de origen oriental (árabe, hebreo, malayo persa y turco) (1886), que es el principal esfuerzo en este terreno desde la Recopilación de algunos nombres arábigos que los árabes pusieron a algunas ciudades y otras muchas cosas de fray Diego de Guadix en el siglo XVI, manuscrito inédito que sin embargo conoció y utilizó en parte Sebastián de Covarrubias para su Tesoro de la lengua castellana o española (1611). Se inspiró en el Diccionario académico, pero ofrece etimologías originales y aporta sus extensos conocimientos sobre la materia. 
Como arqueólogo y epigrafista, ofreció en 1899 a la Academia de la Historia ocho calcos de inscripciones visigodas existentes en Ciudad Rodrigo (Salamanca). En su palacio de Castril acumuló una notabilísima y abundante biblioteca. Fue miembro destacado de la Comisión de Monumentos.
En cuanto al problema de la transcripción del árabe, consagró a ello su Estudio sobre el valor de las letras arábigas en el alfabeto castellano (1874); allí propone una transcripción simple, sin signos extraños; realiza explicaciones extensas desde el punto de vista fonológico y documenta sus tesis con textos antiguos, citando los estudios parecidos de los otros grandes arabistas europeos de la época.
Fue amigo de Simonet, Mariano Fortuny y otros artistas e intelectuales de la época. Falleció en Granada el 15 de julio de 1906.

### Política
En su faceta política, Leopoldo Eguílaz militó en el carlismo y fue candidato a diputado por el distrito de Ginzo (Orense) en 1865.
Tras la revolución de 1868, patrocinó, junto con Francisco Javier Simonet —también arabista— y el apoyo de un grupo de 35 profesores de la Universidad de Granada, el primer diario carlista granadino, La Esperanza del Pueblo.
En septiembre de 1896 Leopoldo Eguílaz figuraba como uno de los católicos granadinos adheridos al Congreso antimasónico de Trento junto con su compañero de facultad, Francisco Javier Simonet.
Perteneció al Consejo de la Academia y Corte de Cristo fundada por el canónigo del Sacromonte José Gras y Granollers.

## Obra

### Estudios
- Glosario de las palabras españolas (castellanas, catalanas, gallegas, mallorquinas, portuguesas, valencianas y bascongadas), de origen oriental (árabe, hebreo, malayo, persa y turco). Granada: La Lealtad, 1886;[8] hay reimpresión moderna en Madrid: Editorial Atlas, 1974.
- El hadits de la princesa Zoraida, del emir Abulhasan y del caballero Aceja: Relación romancesca del siglo XV ó principios de XVI en que se declara el origen de las pinturas de la Alhambra. Sácala á luz Leopoldo de Eguilaz Yánguas. Granada: Sabatel, 1892.[9]
- Estudio sobre el valor de las letras arábigas en el alfabeto castellano y reglas de lectura. Madrid: Carlos Bailly-Bailliere, 1874.[10]
- Poesía histórica, lírica y descriptiva de los árabes andaluces: discurso leído ante el Claustro de la Universidad Central por D. Leopoldo Eguilaz y Yanguas en el solemne acto de recibir la investidura de Doctor. Madrid: Manuel Galiano, 1864.
- Reseña histórica de la conquista del Reino de Granada por los Reyes Católicos según los cronistas árabes. Granada: Hospital de Santa Ana, 1894[11]
- Étude sur les peintures de l'Alhambra. Granada: Imp. y Lib. de la Vda. e Hijos de P. V. Sabatel, 1896.
- Elogio fúnebre del Excmo. Sr. Doctor D. José Moreno Nieto y Villarejo, catedrático y decano que fue de la Facultad de Filosofía y Letras de esta Universidad / por Leopoldo Eguílaz y Yanguas... leído en sesión pública ante el claustro general después de las exequias solemnes celebradas por su alma el 6 de marzo de 1882. Granada: Imprenta de Ventura Sabatel, 1882.
- Notas etimológicas al ingenioso hidalgo D. Quijote de la Mancha. s. l.: s. n., s. a. Es un extracto del Homenaje a Menéndez y Pelayo en el año vigésimo de su profesorado, así que es de 1899.
- Ensayo de una traducción literal de los episodios indios, "La muerte de Jachnadatta" y "La elección de esposo de Draupadi": acompañada del texto sánscrito y notas Granada, 1861 (Imp. y Lib. de José María Zamora)
- Del lugar donde fue Iliberis Madrid, 1881 (Imprenta de los señores Lezcano y Compañía); se hizo reimpresión facsímil con un estudio preliminar por Manuel Espinar Moreno (Granada: Universidad, 1987).[12]
- Desafío en Granada de D. Diego Fernández de Córdoba y D. Alonso de Aguilar Madrid, 1880 (imprenta de F. Maroto e hijos)[13]
- Reseña histórica de la conquista del Reino de Granada por los Reyes Católicos según los cronistas árabes: seguida de un Apéndice que contiene el fotograbado de una carta autógrafa de Boabdil Granada, 1894 (Tip. Hospital de Santa Ana); se reimprimió con una introducció de Guillermo Gozalbes Busto (Granada: Albaida, 1991)

### Narrativa
- El talismán del diablo: novela fantástico-oriental Madrid, 1853 (Imp. de A. Vicente)